# Кошкова
Коша́ча (Кошкова, Кошківка) — річка в Україні, в межах Березівського району Одеської області. Ліва притока Великого Куяльника (басейн Чорного моря).

## Опис
Довжина 53,4 км, площа водозбірного басейну 431 км². Похил річки 2,5 м/км. Долина симетрична, розчленована ярами та балками, завширшки до 1,5 км; у пониззі схили долини місцями дуже високі та круті. Річище слабозвивисте, завширшки до 5 м, завглибшки до 1 м; втілку пересихає. Споруджено декілька ставків. Використовується на зрошення.

## Розташування
Кошача бере початок біля південної околиці села Анатолівки. Тече переважно на південь/південний схід, у пониззі — на південний захід. Впадає до Великого Куяльника на захід від села Руська Слобідка.